# 落石 (自然災害)
落石（らくせき）とは、山の斜面や崖から石が落ちてくること。また、落下した石・岩塊等も落石という。
落石は様々な要因で起きる。表層堆積物、火山噴出物、固結度の低い砂礫層の中の岩塊、礫が表面に浮き出して、斜面を落下することもある。岩石の不連続面（岩盤中に発達する節理面、片理、層理等の割れ目）が拡大して、岩塊や礫が剥離して起きることもある。剥離しやすい状態の石・岩塊に人が触れたことで落石を起こすこともある。
大雨で地盤が緩くなると、より一層発生しやすくなる。

## 登山と落石
山ではそれなりの頻度で自然に落石が発生している。よって登山時には、特に前触れもなく、石が上方から転がってくることがある。落下してくる石の大きさはさまざまで、小さいものでは数cm程度にはじまり、数十cm、そして大きいものでは数m程度まで、さまざまの大きさのものがある。小さいものは頻度が高く、大きいものは頻度が小さい。ひとつひとつの山の地質にもよるが、数cm程度のものならば始終起きており、数m級はめったに見られない。落下する石や岩塊は不規則な形をしているので、落石の多くは斜面を不規則にバウンドしながら転がってくる。ひとつの落石が斜面の別の石に当たり、連鎖反応的に複数の落石に拡大することもある。
落石の威力・破壊力
斜面の斜度と石が転がるスピードによるが、速度が増すとわずか10cm程度の石でもかなりのエネルギーを持ち、落石が人を直撃すると深刻な怪我を引き起こし、特に頭部や体幹部などを直撃することは、命を落とす結果を招く。
数十cm～数m程度になってくると、自動車のボディーを貫通するくらいのエネルギーを持ち、それが人を直撃すると、人は吹き飛ばされ、重傷を負いあるいは即死する。
例えば、富士山の森林限界の上では、樹木が無い斜面が延々と広がっており、落石が始終発生していて、一旦転がりはじめると、相当のスピードのまま、大抵は何百m～数kmも転がりつづける。しかも富士山の場合は落石の頻度が高く、またサイズの大きな落石・転石も多いという特徴があり、数m級の大きさの落石・転石ですら日常的に目撃されている。
富士山の5合目の駐車場では、ある頻度で落石によって車が破壊される被害が発生している。2009年には、5合目の駐車場に停車していたキャンピングカーのボディーを貫通し、中にいた人に直撃し死亡させる事件も発生した。
対策
登山の解説書などでは、登山中は落石に注意すべきだと、また自分が落石を引き起こさないように注意すべきだと書かれている。狭い登山道で登山者の靴が触れた石が落下し、下にいる登山者の頭部に当たる、というようなことは簡単に起き、小さな怪我程度の事故まで含めれば日々発生している。大きな落石を起こすと、他の登山者の生命を奪ってしまうことになりかねない。また足場の悪い場所にいる登山者を直撃すると、落石自体で命を奪わない場合でも、滑落を引き起こして命を奪ってしまうことがある。
自分が落石を起こした場合や、歩行中に落石を目撃した場合は、大声で「落石！」や「ラーク！」と叫んで、周囲の人に知らせるべきである。「落石！」や「ラーク！」という声を聞いた場合は、慌てずに、冷静に周囲を見て、安全な場所へ避難する。慌てて逃げて二次落石を起こしてはいけない。落石に遭わないようにするコツは、自分の足元にばかり注意を向けるのではなく、自分の上を行く登山者の動きにも気を配る、ということである。
特に富士登山では、人為的な落石も相当に問題になっている。富士登山は登山初心者の割合が非常に高く、彼らの中にはある一定の割合で、わざわざ登山道をはずれて 今にも転がりだしそうな石が散乱している斜面を登ろうとする者がおり、彼らが落石を多発させ、毎年何人もの登山者が被害をこうむっている。そのため、富士登山道には「登山道の外を歩かないでください」といった内容の看板をわざわざ掲示しており、また夏期の富士の山小屋のスタッフたちも、そうした不心得な初心者たちを発見した場合は拡声器などで呼びかけるなどして登山道へと連れ戻すことを繰り返している。
山の駐車場に車を停めて車の中で寝ている状態で落石に遭うという事故もある。「運が悪い」などと言って済ますのではなく、周囲の地形によって落石が起きる確率は異なるのであるから、地形を考えて落石の危険が少ない場所を選ぶとよい。
各山の落石の特徴
台湾の玉山（ぎょくざん）は、粘板岩でできており、それもかなりもろい粘板岩で、指でつまむとボロボロと崩れてくるようなものなので、毎日のように、山の斜面が崩れ落石が川のように流れるということが起き、大きな音が山に響き渡る。
登山の落石の関連項目
- 富士山大規模落石事故

## 道路と落石

### 落石調査、浮石・転石調査
道路まわりの落石調査・浮石調査などは、落石調査に関する知識・経験を有する地質技術者が行う。

#### 調査項目
- 位置
- サイズ
- 形状
- 背面亀裂の状況
- 浮石・転石の分布状況
- 斜面状況（勾配、植生等）
- 落石履歴
- 落石経路
- 保全対象の状況

#### 調査手法
調査手法には直接調査手法と間接調査手法の二種類がある。具体的には、前者の場合、急峻斜面、岩壁では特殊高所技術、後者の場合、遠望、レーザー3次元測量のような手法をとる。

#### 調査時の安全確保
調査時には安全確保のために、上下作業の禁止、落石誘発の防止、墜落防止（特殊高所技術）、通行規制、見張り員の配置などを行う。

#### 調査結果の表現手法
平面図、正面図、もしくは鳥瞰図。このうち鳥瞰図に表現する手法は対象域の岩盤、浮石、転石状況をわかりやすく、かつ的確に示すものである。一方、平面図に表現する手法は浮石・転石の位置を平面的に理論的には正確に表現できるが、岩壁部では平面図自体の限界があり、的確には示せないことも多い。最近では3次元レーザー測量結果を立体的に表現する手法も開発され、樹木などによる死角が少ない調査対象などで威力を発揮している。

### 落石の安定度評価基準
主たる基準とされているのは落石対策便覧であり、本文において“安定状態”との表現で1から5の5段階の安定度評価が示され、さらに参考図において“安定度”との表現でランクAA、ランクA、ランクB、ランクCの4段階評価も示されている。両案を折衷する形でのランクAA、ランクA、ランクB、ランクC、ランクDの5段階評価も提案されている。